# 알파 차단제

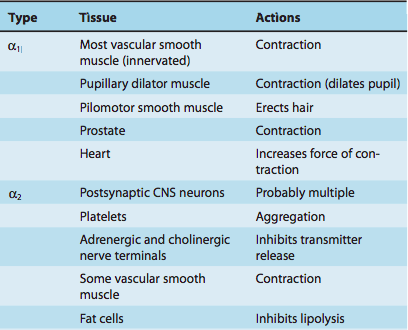
알파 수용체의 위치와 기능

알파 차단제(alpha-blockers, α-blockers, α-adrenoreceptor antagonists)는 알파 아드레날린 수용체의 대항제로 작용하는 약물 클래스이다.
역사적으로 알파 차단제는 자율신경계를 더 잘 이해하기 위한 약리학 연구에 도구로서 사용되어 왔다. 과학자들은 알파 차단제를 사용하여 자율신경계가 동맥압과 중추 혈관운동을 조절하는 방식에 대해 연구할 수 있게 되었다. 오늘날에는 소수의 질환을 치료하기 위해 제한적으로 사용된다.
알파 차단제는 고혈압, 레이노병, 전립샘비대증, 발기부전 같은 소수의 질환을 치료하는 데에 쓰일 수 있다. 알파 차단제가 이러한 질환들을 치료하는 방식은 일반적으로 동맥과 평활근의 알파 수용체에 결합하여 억제하는 것이다. 이로 인해 궁극적으로는 알파 수용체의 유형에 따라 평활근이나 혈관이 이완되어 해당 기관들로 가는 체액 흐름이 증가한다.

## 분류

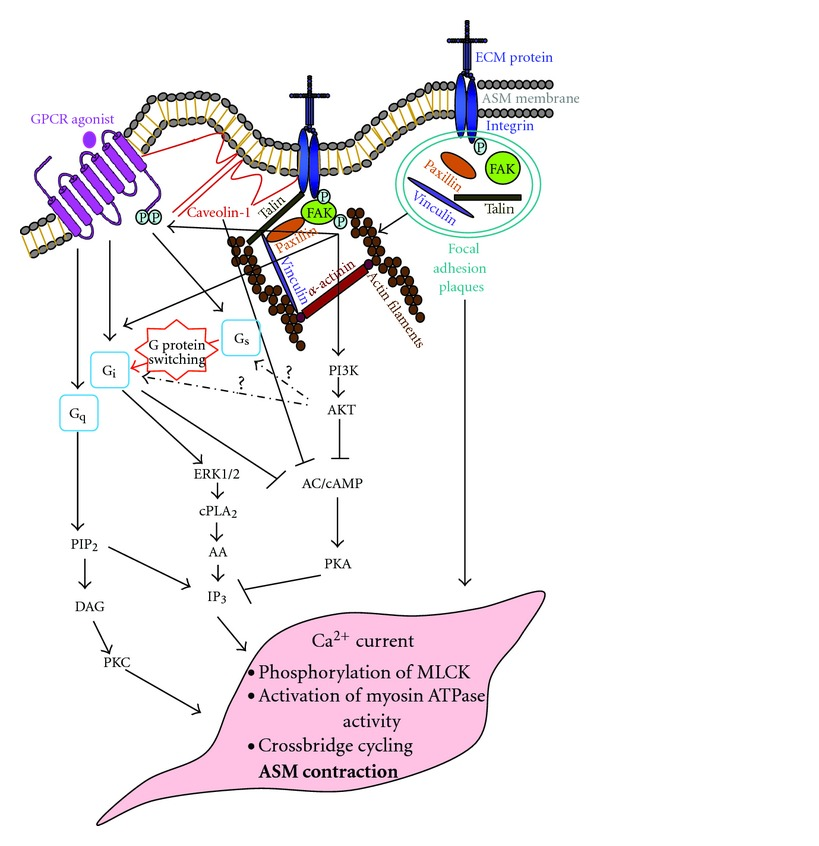
Gi, Gs, Gq GPCR 신호전달 경로를 나타낸 그림

- 알파1 아드레날린 수용체에 작용하는 알파-1 차단제
- 알파2 아드레날린 수용체에 작용하는 알파-2 차단제

특별히 추가적인 설명 없이 '알파 차단제'라는 용어가 쓰였다면 알파-1 차단제, 알파-2 차단제, 비선택적 알파 차단제 (알파1과 알파2 수용체를 모두 차단), 베타 수용체에도 활성을 보이는 알파 차단제 등을 모두 가리킬 수 있다. 그러나 알파 차단제 중에서 가장 흔한 종류는 알파-1 차단제이다.
비선택적 알파 차단제의 예시는 다음과 같다.
- 토라졸린
- 트라조돈
- 페녹시벤자민
- 펜톨아민

선택적 알파-1 차단제의 예시는 다음과 같다.
- 독사조신[4]
- 실로도신[5]
- 알푸조신[6]
- 탐스로신[7]
- 테라조신[8]
- 프라조신 (역작용제)[9]

선택적 알파-2 차단제의 예시는 다음과 같다.
- 미르타자핀
- 아티파메졸
- 요힘빈
- 이다족산

한편 라베탈롤, 카르베딜롤은 알파 차단제와 베타 차단제로 동시에 작용한다.

## 같이 보기
- 베타 차단제